# José María Vargas
Pour les articles homonymes, voir Vargas.
José María Vargas est un médecin, professeur, scientifique et homme d'État vénézuélien, né à La Guaira (La Guaira, Venezuela) le 10 mars 1786 et mort à New York (États-Unis) le 13 juillet 1854. Il fut président du Venezuela.
Il est enterré au Panthéon national du Venezuela.